# Nowojurjewo (obwód tambowski)
Nowojurjewo (ros. Новоюрьево) – wieś (sieło) w Rosji, w obwodzie tambowskim, w rejonie starojurjewskim. W 2021 liczyła 1199 mieszkańców.